# Eucynortula nannocornuta
Eucynortula nannocornuta is een hooiwagen uit de familie Cosmetidae.